# Frank Peterson
Frank Peterson (20 dicembre 1963) è un produttore discografico tedesco.

## Carriera
Agli inizi della sua carriera, nella prima metà degli anni '80, ha incontrato Michael Cretu e ha lavorato come tastierista di Sandra, moglie di Cretu. 
Nel periodo 1990-1991 ha fatto parte del gruppo Enigma, assieme a Cretu e altri musicisti. Nel gruppo ha adottato lo pseudonimo F. Gregorian e ha scritto o coscritto alcune tracce dell'album MCMXC a.D..
Nel 1991 ha dato vita al progetto Gregorian, gruppo che associa il canto gregoriano alla new Age.
Contestualmente ha iniziato a collaborare con il soprano britannico Sarah Brightman, di cui ha prodotto molti album.
Ha collaborato con la cantante spagnola Princessa, con la cantante israeliana Ofra Haza, producendo l'album eponimo Ofra Haza (1997), e con la cantante e attrice tedesca Carolin Fortenbacher.